# Halina Kemona
Halina Kemona (ur. 1948) – polska naukowiec, lekarz, diagnosta laboratoryjny, profesor nauk medycznych.

## Życiorys
W 1972 ukończyła kierunek lekarski na Akademii Medycznej w Białymstoku, gdzie zaraz po studiach rozpoczęła pracę. W 1978 na swojej Alma Mater pod kierunkiem prof. Jana Prokopowicza obroniła pracę doktorską "Aktywność trombopoetyczna osocza w niektórych białaczkach". W  1987 na podstawie osiągnięć naukowych i złożonej rozprawy "Udział płytek krwi w odporności nieswoistej, badania doświadczalne i kliniczne" otrzymała stopień naukowy doktora habilitowanego nauk medycznych. W 1995 uzyskała tytuł naukowy profesora. Posiada specjalizację II stopnia z diagnostyki laboratoryjnej.
Do 2018 pełniła funkcję kierownika Zakładu Laboratoryjnej Diagnostyki Klinicznej UMB.
Odznaczona Złotym Krzyżem Zasługi (1999).